# Дворец Бланка

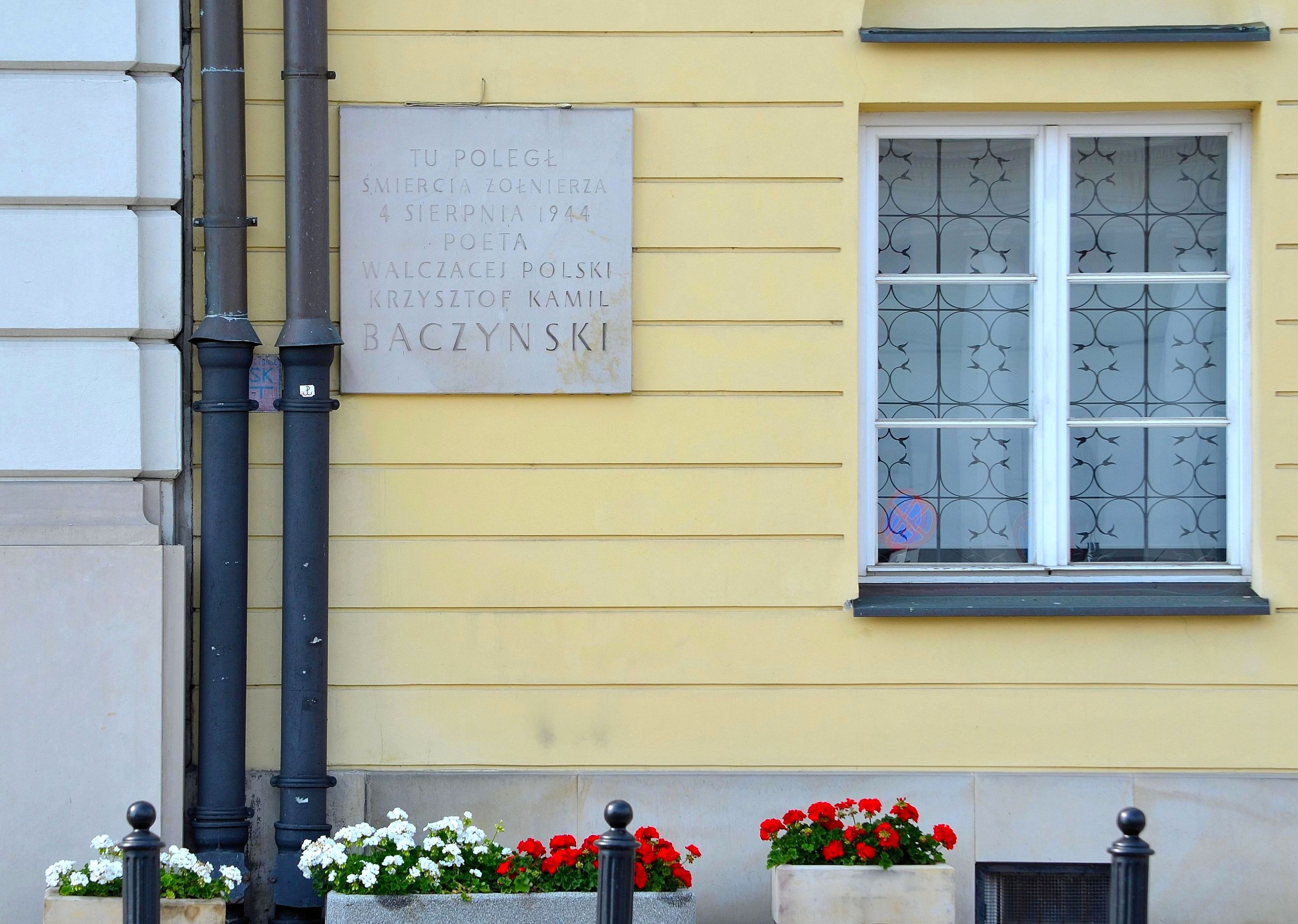
Мемориальная табличка в честь Кшиштофа Камиля Бачинского

Дворец Бланка (пол. Pałac Blanka) — дворец эпохи раннего классицизма, располагающийся в Варшаве; резиденция руководства Мазовецкого воеводства и Министерства спорта Польши.

## История
Дворец возведён в 1762—1764 годах по проекту Шимона Богумила Цуга и по заказу Филипа Нереуша Шанявского. В 1777 году владельцем дворца стал варшавский банкир французского происхождения Пётр Бланк, который преобразовал и расширил экстерьер и интерьер дворца в стиле классицизма, добавив входные двери. Во дворце Бланка проходили субботние ужины, организованные королём Станиславом Августом Понятовским. Дворец оставался в собственности Бланка до его смерти в 1797 году.
Позже дворец Бланка был преобразован во многоквартирный дом с квартирами и магазинами. В 1896 году его выкупили представители магистрата, где были размещены рабочие кабинеты. С 1915 года во дворце располагался штаб Гражданской гвардии, а с 1919 года — Государственной полиции (отделение г. Варшавы). В межвоенные годы дворец использовался как резиденция президента Варшавы Стефана Стажиньского вплоть до начала Второй мировой войны.
С 4 октября 1939 года здание было резиденцией рейхскомиссара Варшавы Гельмута Отто, затем руководителей города от имени Генерал-губернаторства Оскара Дангеля и Людвига Лейста. В марте 1943 года члены спецподразделения «Кедыв» Армии Крайовой отправили в Здание Главной почты на площади Наполеона девять посылок с бомбами, одна из которых предназначалась на имя Лейста. В результате взрыва пострадали несколько человек.
4 августа 1944 года, во время Варшавского восстания при обороне здания погиб поэт, солдат Армии Крайовой Кшиштоф Бачинский: его застрелил немецкий снайпер. Память Бачинского увековечена благодаря табличке, установленной на передней стороне здания в 1950-е годы, а также установленным в холле бюстом и ещё одной памятной табличке. В ходе войны, по оценкам экспертов, здание было разрушено на 90%. Его восстановили в 1947–1949 годах, здание было включено в воеводский реестр памятников.
В настоящее время дворец принадлежит органам самоуправления Мазовецкого воеводства, также он является резиденцией Министерства спорта Польши.